# Evelien Vijn
Evelien Vijn (Wieringerwerf, 24 augustus 2002) is een Nederlands langebaanschaatsster. Ze schaatst bij Puur ICT-BTZ en daarvoor bij Jumbo Visma Development, Fortune Coffee en TalentNED

## Carrière
Vijn reed op 3 oktober 2020 een Nederlands juniorenrecord op de 3000 meter in Inzell. Ook bezit zij (november 2020) het Nederlands jeugdrecord op de mini-combinatie.
Eind oktober 2020 startte Vijn op de 3000 meter en 5000 meter op de NK Afstanden waar ze twee keer negende werd. Het jaar erop bij de Nederlandse kampioenschappen schaatsen afstanden 2022 in Thialf te Heerenveen reed ze opnieuw top tien op de lange afstanden en bovendien won ze de bronzen medaille op de massastart.
Bij het wereldkampioenschappen schaatsen junioren 2022 in Innsbruck won ze op 29 januari 2022 de zilveren medaille allround na de 2e plaats op de 1500 meter en 3000 meter (4e plaats 1000 meter, 22e plaats op 500 meter).

## Persoonlijke records[5]
| Afstand    | Tijd    | Datum            | Baan       |
| ---------- | ------- | ---------------- | ---------- |
| 500 meter  | 40,62   | 9 januari 2021   | Heerenveen |
| 1000 meter | 1.19,59 | 23 oktober 2021  | Heerenveen |
| 1500 meter | 1.57,52 | 29 oktober 2021  | Heerenveen |
| 3000 meter | 4.05,04 | 30 oktober 2021  | Heerenveen |
| 5000 meter | 6.59,32 | 16 februari 2025 | Heerenveen |

## Resultaten
| Jaar | NK Afstanden                                  | NK Allround             | WK Junioren                                  |
| ---- | --------------------------------------------- | ----------------------- | -------------------------------------------- |
| 2021 | 9e 3000m 9e 5000m                             | NC15 (13e, 13e, 17e, -) |                                              |
| 2022 | 19e 1500m · 10e 3000m · 8e 5000m · massastart |                         | · (22e, , 4e, ) · massastart · achtervolging |
| 2023 | 13e 1500m 9e massastart                       | NC15 (17e, 16e, 16e, -) |                                              |
| 2024 | 14e 3000m                                     | NC11 (17e, 9e, 11e, -)  |                                              |
| 2025 | 14e 1500m 9e 3000m 6e 5000m 5e massastart     | NC13 (17e, 12e, 13e, -) |                                              |

(#, #, #, #) = afstandspositie op allroundtoernooi (500m, 3000m, 1500m, 5000m) of op juniorentoernooi (500m, 1500m, 1000m, 3000m).